# هلیوپلیس (مصر)
هلیوپولیس یا مصر جدید (به عربی: مصر الجدیده)، یکی از حومه‌های قاهره است که در خارج از شهر واقع شده‌است که به مرور زمان به قسمت اصلی و مرکزی شهر متصل شده‌است. این منطقه توسط شرکت واحهٔ هلیوپولیس که توسط بلژیکی‌ها کنترل می‌شد، در سال ۱۹۰۵ میلادی تأسیس شد. فرودگاه بین‌المللی قاهره نیز در این منطقه قرار دارد. جمعیت این منطقه طبق آمار سال ۲۰۱۶، ۱۴۲ هزار نفر برآورد شده‌است.